# Tribal Tech
A Tribal Tech egy progresszív fúziós együttes, amit 1984-ben alapított Scott Henderson gitáros és Gary Willis basszusgitáros. A zenekarban továbbá Scott Kinsey játszik billentyűn és Kirk Covington dobol. Eddig kilenc albumuk jelent meg, amelyeken a dzsessz, a rock és a blues műfajokat ötvözik. Az utolsó, 2000-ben megjelent Rocket Science című albumuk után a zenekar feloszlott.

## Tagok
- Scott Henderson – gitár
- Gary Willis – basszusgitár
- Scott Kinsey – billentyűs hangszerek
- Kirk Covington – dob

## Diszkográfia
- 1985 – Spears
- 1987 – Dr. Hee
- 1989 – Nomad
- 1991 – Tribal Tech
- 1992 – Illicit
- 1993 – Face First
- 1994 – Primal Tracks (Angliai megjelenés, összeállítás)
- 1995 – Reality Check
- 1999 – Thick
- 2000 – Rocket Science

## Külső hivatkozások
- Scott Kinsey hivatalos oldala (angolul)
- Scott Henderson hivatalos oldala (angolul)
- Gary Willis hivatalos oldala (angolul)